# شهاب‌واره

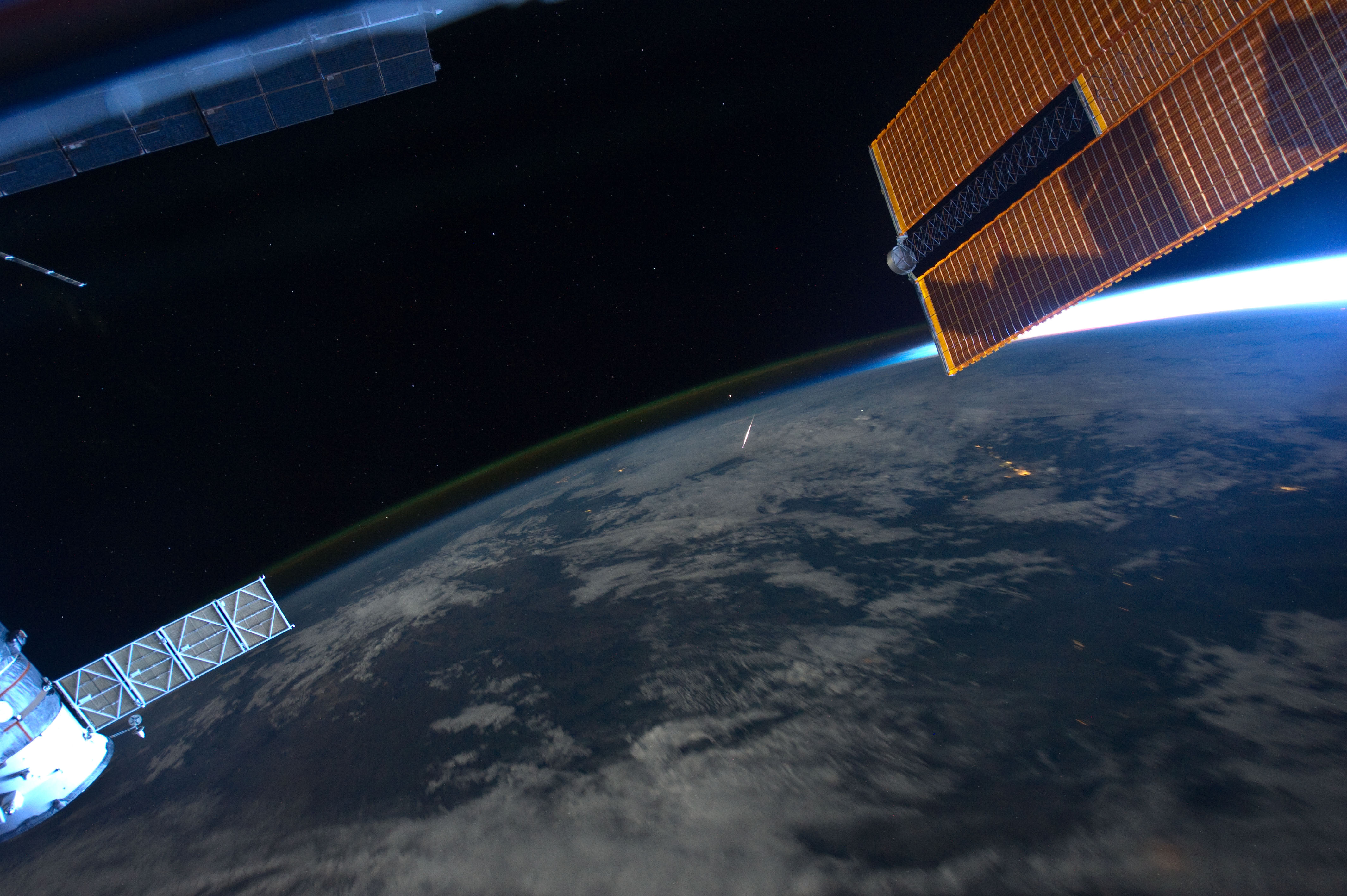
یک شهاب‌واره هنگام عبور از اتمسفر زمین در سال ۲۰۱۱

 در ستاره‌شناسی به قطعه‌های صخره با فلز که در فضا شناورند شهاب‌واره (به انگلیسی: Meteoroid) گفته می‌شود. شهاب‌واره‌ها بیشتر اجرام جامد و ریزی هستند (به اندازهٔ ته سنجاق) که در فضا حرکت می‌کنند. گهگاهی برخی از شهاب‌وار ها جذب زمین شده و به دام جو زمین می افتند و گرمایی که در این برخورد ایجاد میشود جسم را می‌سوزاند؛ غبار حاصل از این سوختن به سطح زمین سقوط می‌کند.
یک سیارک یا شهاب‌واره که وارد جو زمین می‌شود شهاب یا شَخانه نام می‌گیرد. به خط درخشانی که بر اثر ورود شهاب‌واره یا حرکت آن در جو ایجاد می‌شود شهاب ثاقِب گفته می‌شودکه ممکن است چندین ثانیه به طول بی انجامد.
واژه شهاب عربی و شخانه فارسی است.
زمانی که یک شهاب‌واره به سطح سیاره برخورد کند شهاب‌سنگ (Meteorite) نامیده می‌شود.
هر ساله صدها تن غبار شخانه‌ای بر سطح زمین می‌نشیند.